# Георгиева, Кристалина
Кристали́на Ивано́ва Георги́ева (род. 13 августа 1953[…], София) — болгарский экономист, главный исполнительный директор Всемирного банка, европейский комиссар от Болгарии и эксперт по устойчивому развитию, директор-распорядитель МВФ с 2019 года. Вице-президент Всемирного банка (с марта 2008 по февраль 2010 года), член совета попечителей и доцент на кафедре экономики в Университете национального и мирового хозяйства в Софии.
Вступила в должность европейского комиссара 9 февраля 2010 года (была номинирована от правительства Бойко Борисова), когда так называемая II комиссия Баррозу была одобрена Европейским парламентом.
30 ноября 2010 года была объявлена «комиссаром года» и «европейцем года», получив ежегодную награду электронного издания «European Voice». Была награждена за свой вклад в работу по ликвидации последствий, и в первую очередь за управленческую деятельность, гуманитарных катастроф на Гаити и в Пакистане.

## Биография
Кристалина Георгиева родилась 13 августа 1953 года в Софии. Её мать была родом из города Любимец, а её отец был внуком революционера и политика из города Елена Ивана Кыршовского. Завершила своё среднее образование в 7-й средней школе «Святые Седмочисленники». Высшее образование в области политической экономии и социологии получила в институте «Карл Маркс» (ныне Университет национального и мирового хозяйства в Софии), окончив его в 1976 году. Начала научную работу в университете в 1977 году, где впоследствии стала доцентом. В 1986 году защитила докторскую диссертацию на тему «Экологическая политика и экономический рост в США». Училась на экономическом факультете в Лондонской школе экономики (1987—1988), в Южнотихоокеанском университете (на Фиджи) и в Австралийском национальном университете, где слушала лекции о странах с переходной экономикой. Получила дополнительную специализацию в области корпоративных финансов в Массачусетском технологическом институте и по учебным программам по кадрам Всемирного банка в Гарвардской школе бизнеса.
В 1993 году начала работать во Всемирном банке. С 2000 по 2004 год была руководителем отдела устойчивого развития Всемирного банка. С 2004 по 2007 год была главой отдела по вопросам России, а в марте 2008 года стала вице-президентом Всемирного банка, отвечая за вопросы, связанные с устойчивым развитием.

### Номинация в правительство от партии ГЕРБ
В период до парламентских выборов 2009 года имя Георгиевой было упомянуто в качестве возможного премьер-министра Болгарии. После убедительной победы на выборах партии ГЕРБ («Граждане за европейское развитие Болгарии») и занятия этого поста тогдашним неформальным лидером партии Бойко Борисовым появилась информация, что Георгиева была приглашена им стать первым заместителем премьер-министра, к обязанностям которого планировалось отнести контроль за энергетикой и экологией, с вероятными широкими полномочиями относительно влияния на экономическую политику правительства. Позже, однако, стало известно, что Георгиева не войдёт в правительство, что она сама объяснила «важными обязательствами во Всемирном банке».

### Номинация на комиссара
19 января 2010 года из офиса президента европейской Комиссии Баррозу было распространено сообщение, что болгарское правительство номинировало Георгиеву на место Румяны Желевой, после того как кандидатура той была отвергнута на рассмотрении кандидата в Европейском парламенте. Кристалина Георгиева первоначально отказалась от официальных комментариев по поводу её номинации, объяснив, что это предмет переговоров между Болгарией и Европейской комиссией. Премьер-министр Борисов, в свою очередь, подтвердил, что портфель комиссара от Болгарии сохраняется, но также отказался назвать Георгиеву в качестве нового кандидата, пока он снова не поговорит об этом с президентом комиссии Баррозу.
Позже, однако, Георгиева сказала в интервью, что с благодарностью принимает предложение правительства Болгарии, добавив, что этот портфель хорошо сочетается с опытом её работы во Всемирном банке. По данным источников в Еврокомиссии, кандидатура Георгиевой была хорошо воспринята там, поскольку считается надпартийным и грамотным кандидатом.
21 января 2010 года Баррозу после встречи с Георгиевой подтвердил, что в случае избрания в Комиссию она займёт место комиссара, определённое первоначально для Желева, то есть по международному сотрудничеству, гуманитарной помощи и кризисному реагированию.
3 февраля 2010 года комитет по развитию в Европейском парламенте рассматривал кандидатуру Кристалины Георгиевой. Оценка, данная членами комитета, звучала как «очень хорошие показатели»: Кристалина Георгиева демонстрировала, по их мнению, глубокое знание обязанностей по портфелю, который ей предназначался. Одобрение в комитете открыло дорогу к голосованию во II Комиссию Баррозу.

### Работа в качестве комиссара
9 февраля 2010 года Георгиева заняла пост члена Европейской комиссии, ответственного за международное сотрудничество, гуманитарную помощь и кризисное реагирование — менее чем через месяц после землетрясения на Гаити. Она координировала гуманитарную помощь, предоставляемую государствами-членами ЕС; в результате её активного участия Союз стал основным поставщиком помощи для этой страны.
Она координировала помощь от Европы пострадавшим от землетрясения в Чили и наводнения в Пакистане, посетив пострадавшие районы. Георгиева ездила в Сахель, чтобы ознакомиться с ситуацией с голодом, вызванным долгосрочными проблемами нехватки продовольствия у населения, в Дарфур, чтобы привлечь внимание к «забытому» конфликту в этом регионе, и в Кыргызстан после внезапно вспыхнувшего там кризиса.
В ЕС Георгиева отвечает за координацию государств-членов в связи с реакцией на стихийные бедствия. С начала своего мандата экспертная и материальная помощь были предоставлены Румынии и Польше после наводнений. В октябре 2010 года Георгиева посетила запад Венгрии, пострадавший от разлива токсичного красного шлама из хранилища в Айке.
Помимо работы при возникновении конкретных кризисных ситуаций комиссар Георгиева работала по трём основным приоритетам своего мандата, а именно: повышение потенциала кризисного реагирования ЕС, создание Европейского добровольческого корпуса, действующего в рамках Лиссабонского договора, и пересмотр плана действий ЕС так называемому Консенсусу по гуманитарной помощи.
За свою работу в Европейской комиссии в октябре 2010 года Кристалина Георгиева была номинирована на престижный титул «комиссара года», ежегодно присуждаемый влиятельной европейской газетой «European Voice». 30 ноября она была удостоена этого титула и объявлена сверх того «европейцем года».
Георгиева сохранила свой мандат и после формирования в конце 2014 года комиссии Юнкера.
В октябре 2016 года она подала в отставку с поста Еврокомиссара, чтобы занять должность исполнительного директора Всемирного банка 2 января 2017 года.

### Выборы Генсека ООН
28 сентября 2016 года правительство Бойко Борисова предложило кандидатуру Кристалины Георгиевой на должность генерального секретаря ООН. 5 октября в ходе голосования в Совете Безопасности ООН, победу в котором одержал Антониу Гутерриш, Георгиева заняла 8-е место.

### Работа в качестве руководителя МВФ
9 сентября стало известно, что Георгиева — единственная претендентка на пост главы МВФ. 25 сентября 2019 года Кристилина Георгиева была избрана на должность директора-распорядителя МВФ, заменив на посту Кристин Лагард. Полномочия в новой должности получила с 1 октября 2019 года.

### Скандал
16 сентября 2021 года Всемирный банк опубликовал материалы нового расследования. Из них следует, что завышенная позиция Китая в рейтинге бизнес-климата Doing Business 2018 года (78-е место вместо 85-го) стала следствием давления на составителей по двум направлениям. Со стороны офиса президента ВБ Джим Ён Кима от составителей требовали смены методологии, со стороны Кристалины Георгиевой — «конкретных изменений в наборе данных Китая, призванных улучшить его позицию». Все это происходило в контексте кампании ВБ по увеличению финансирования, в котором Китай должен был сыграть ведущую роль. После анализа всей имеющейся информации группа Всемирного банка приняла решение прекратить публикацию Doing Business. Георгиева принципиально не согласна с выводами и их интерпретацией в части её роли в Doing Business.

## Семья
Кристалина Георгиева замужем, имеет одного ребёнка.

## Награды
- Орден Дружбы (11 сентября 2007 года, Россия) — за большой вклад в укрепление сотрудничества между Российской Федерацией и Международным банком реконструкции и развития[35].